# Zuzanna Łozińska
Zuzanna Łozińska (ur. 11 marca 1886 we Lwowie, zm. 5 sierpnia 1982 w Puławach) – polska aktorka, reżyserka filmowa, tancerka.

## Życiorys
Zawodu aktorskiego uczyła się we Lwowie pod kier. Stanisława Faliszewskiego (taniec), następnie Wandy Siemaszkowej i Ireny Trapszo (gra sceniczna). Początkowo, od 1913 roku występowała we Lwowie jako tancerka. Od 1927 grała role teatralne w Starym Teatrze w Krakowie. Występowała też w Stanisławowie, gdzie była dyrektorem teatru objazdowego (1933–1939). Pełniła funkcję dyrektora Teatru Podolsko-Pokuckiego w Stanisławowie. Po tym jak rozwiązano umowę na siedzibę jej teatru w Stanisławowie, latem 1939 tworzyła nową placówkę w Tarnopolu.
Po II wojnie światowej została dyrektorem Teatru w Jeleniej Górze (1947–1950). Jako aktorka grała role dramatyczne oraz filmowe. Napisała prace reżyserskie m.in. „Śluby panieńskie” Aleksandra Fredry (1948).
Za całokształt otrzymała nagrody: Nagrodę Państwową Pierwszego Stopnia Ministra Kultury i Sztuki (1975), „Złotą Iglicę” i „Srebrny Kluczyk”.
Została pochowana na Cmentarzu Komunalnym w Jeleniej Górze (sektor 5CK1-1-19).

## Role filmowe
- 1978: Płomienie (jako babcia)
- 1980: Gorączka (jako Cywikowa)
- 1981: Debiutantka (jako matka Jerzego)
- 1982: Klakier (jako Gertruda)

## Ordery i odznaczenia
- Krzyż Oficerski Orderu Odrodzenia Polski (1975)
- Krzyż Kawalerski Orderu Odrodzenia Polski (1965)
- Złoty Krzyż Zasługi (22 lipca 1959)
- Srebrny Krzyż Zasługi (11 listopada 1936)[5]
- Medal 10-lecia Polski Ludowej (23 maja 1955)[6]
- Odznaka „Zasłużony dla Dolnego Śląska” (1967)
- Medal „Sprawiedliwy wśród Narodów Świata” nr 372 (1968)[7]